# Мосійчук Олег Петрович
Оле́г Петро́вич Мосі́йчук (нар. 9 квітня 1960, с. Новопавлівка, Межівський район, Дніпропетровська область) — український актор театру і кіно, режисер, народний артист України. Чоловік Ярослави Мосійчук.

## Життєпис
Народився на Дніпропетровщині, через півтора року після народження з батьками переїхав на Волинь — у містечко Колки.
З дитинства маленький Олег перебував у середовищі творчих людей, спостерігав за театральною діяльністю батька, виконував свої перші ролі.
Після закінчення 8-го класу місцевої школи поїхав у Дніпропетровськ поступати в театральне училище.
У 1979 році закінчив Дніпропетровське театральне училище, в 1993 році — Київський інститут театрального мистецтва ім. Карпенка-Карого.
У 1982—1985 роках — актор Тернопільського українського музично-драматичного театру ім. Шевченка, в 1985-2000 роках — актор Рівненського українського музично-драматичного театру.
У 2000—2004 року — головний режисер Чернівецького музично-драматичного театру ім. О.Кобилянської.
З 2004 року — головний режисер Тернопільського українського музично-драматичного театру ім. Т. Г. Шевченка (зараз Тернопільський академічний обласний український драматичний театр ім. Т. Г. Шевченка).
Член Національної спілки театральних діячів України (1982).

## Творча діяльність

### Ролі в театрі
Для того, щоб перерахувати всі ролі Олега Петровича в театрі, потрібно писати окрему статтю.
Про свою роботу актором у театрі він говорить таке:
|  | — Ролей зіграв дуже багато, причому різнопланових — від Стецька до Гамлета. А перша моя роль на великій сцені була зіграна в Луцькому театрі — це Павлик в «Дикому ангелі». Пригадую, що коли після прем'єри вистави я вийшов на вулицю, здавалося, що на мене дивиться все місто. |

Окремі ролі
- Гамлет (однойменна вистава В. Шекспіра),
- Стецько («Сватання на Гончарівці» Г. Квітки-Основ'яненка),
- Месія — «Одержима. Оргія» Лесі Українки,[3]

### Ролі в кіно
- 1983 — «Вир» (за однойменним романом Тютюнника), Київська кіностудія імені Олександра Довженко — Сергій Золотаренко
- 1990 — «Далі польоту стріли» — епізод
- «День Маргарити» (Одеська кіностудія) — Іван, мельник «Зарницы»
- «Це було під Рівним» (Свердловська кіностудія) — Приходько
- 2003 — «Один в полі» (студія «Захід-фільм») — Левко-кулеметник, воїн
- 2014 — «Брати. Остання сповідь» (студія «Пронто-фільм») — Войтко в похилому віці[4]
- 2017 — «Стрімголов» (ІнсайтМедіа і Тато-фільм) — Дідусь
- 2019 — «Чорний ворон» (ТРК «Студія 1+1») — Яків Чорновус
- 2020 — «Сага» (телеканал «Україна») — Сергій Козак у старості
- 2021 — «Слов'яни» — Сокіл
- 2021 — «Кава з кардамоном» — Вітольд

### Режисерські роботи в театрі (спектаклі)
- «Сльози Божої матері»;
- «Патетична соната»;
- «Лісова пісня»;
- «Тіль Уленшпігель»;
- «Казка про Моніку»;
- «Євангеліє від Івана»;
- «Кайдашева сім'я»;
- «За крок до тебе»;
- «Сльози Божої Матері»,
- «Поминальна молитва»,
- «Мазепа»;
- «Допоможи їм, Всевишній»;
- «Євангеліє …»
- «Мазепа»
- «Мартин Боруля»
- «Вуйцьо з крилами»
- «Тарас»

та інші.
Спектаклі, які представлялись у 12 театрах України, користувались великим успіхом, а також на міжнародних фестивалях в США, Словаччині, Польщі та Румунії.

### Режисерські роботи в кіно
- «Один в полі воїн», студія «Захід Фільм», Україна (2003).

## Нагороди
- Заслужений артист України (1993);
- Народний артист України (2009);
- Премія Національної спілки театральних діячів України ім. М. Садовського (1997);
- Літературно-мистецька премія імені Сидора Воробкевича (2002);
- Державна премія за видатні досягнення у галузі культури, літератури та мистецтва імені Леся Курбаса (2013);
- «Людина року-2008» у Тернопільській області;
- Номінант енциклопедичного видання «Видатні діячі культури і мистецтв Буковини»;[6]
- Переможець багатьох міжнародних і всеукраїнських фестивалів в номінації «найкраща режисерська робота».
- Всеукраїнська літературно-мистецька премія імені Братів Богдана та Левка Лепких (2011)

## Родина
Батько, Петро Мосійчук – заслужений працівник культури України, все життя віддав театральній сцені.
Мати — вишивальниця. Вишивала не тільки сорочки, рушники, а також художні картини.
Брати: старший – архітектор, молодший – скульптор.